# Well, Everybody’s Fucking in a U.F.O.
"Well, Everybody’s Fucking in a U.F.O." to piosenka heavymetalowa stworzona na szósty album studyjny amerykańskiego wokalisty Roba Zombie pt. The Electric Warlock Acid Witch Satanic Orgy Celebration Dispenser (2016). Napisany przez Zombie, utwór wydany został jako pierwszy singel promujący krążek dnia 17 lutego 2016 roku. Wideoklip do utworu miał premierę w drugiej połowie marca 2016. W teledysku wystąpiła żona wykonawcy, aktorka Sheri Moon Zombie.

## Wydanie
17 stycznia 2016 utwór został udostępniony klientom serwisu Sirius XM. Dokładnie miesiąc później, 17 lutego, odbyła się premiera singla w formacie digital download.

## Pozycje na listach przebojów
| Kraj              | Notowanie (2013)       | Wydawca   | Najwyższa pozycja |
| ----------------- | ---------------------- | --------- | ----------------- |
| Stany Zjednoczone | Mainstream Rock Tracks | Billboard | 20                |